# São Simão (Goiás)
| São Simão                    | São Simão                                          |
| ---------------------------- | -------------------------------------------------- |
|                              |                                                    |
| Wappen                       | Flagge                                             |
| Wappen von São Simão         | Flagge von São Simão                               |
| Karte                        |                                                    |
|                              |                                                    |
| Basisdaten                   |                                                    |
| Staat:                       | Brasilien (BRA)                                    |
| Verwaltungsgliederung:       | Mittelwesten                                       |
| Bundesstaat:                 | Goiás (GO)                                         |
| Mesoregion:                  | Süd-Goiás                                          |
| Mikroregion:                 | Quirinópolis                                       |
| Nachbargemeinden:            | Paranaiguara, (Minas Gerais), Caçu                 |
| Distanz zu Goiânia:          | 365 km                                             |
| Geografische Lage:           | 18° 59′ S, 50° 33′ W                               |
| Zeitzone:                    | UTC−3 Sommer: UTC−2                                |
| Höhe:                        | 523 m ü. NN                                        |
| Fläche:                      | 476,055 km²                                        |
| Einwohner:                   | 17.086                                             |
| Bevölkerungsdichte:          | 35,9 Einwohner / km²                               |
| Telefonvorwahl:              | +5564                                              |
| Postleitzahl (CEP):          | 75890-000                                          |
| Adresse der Stadtverwaltung: | Praça Cívica, n° 1 Centro 75890-000 São Simão - GO |
| Offizielle Website:          | www.saosimao.go.gov.br                             |
| Jahrestag:                   | 1. Dezember                                        |
| Gemeindegründung:            | 1934                                               |
| Politik                      |                                                    |
| Bürgermeister:               | Wallisson Jose de Freitas                          |
| Vize-Bürgermeister:          |                                                    |

São Simão ist eine brasilianische politische Gemeinde im Bundesstaat Goiás in der Mesoregion Süd-Goiás und in der Mikroregion Quirinópolis. Sie liegt südwestlich der brasilianischen Hauptstadt Brasília und von Goiânia, der Hauptstadt des Bundesstaates. São Simão liegt im extremen Südwesten von Goiás auf einer Hochebene mit 523 m ü. NN mit einer flachen Topografie.
Eine weitere Ortschaft in der Gemeinde ist Itaguaçu.

## Lage
São Simão grenzt
- im Norden an Paranaiguara
- von Ost bis Süd an (MG) mit dem Rio Paranaíba als Grenzfluss resp. seinem Stausee São Simão
- von Süd bis West an Caçu mit dem Rio Claro als Grenzfluss

## Söhne und Töchter der Gemeinde
- José Carlos Barbosa (* 1964), Politiker, Vizegouverneur von Mato Grosso do Sul
- Osvaldo José Martins Júnior (* 1982), Fußballspieler